# Spuren des Bösen
Spuren des Bösen ist der Titel einer Thrillerreihe, in der Heino Ferch die Hauptrolle des Psychiaters und Verhörspezialisten (Kriminalpsychologen) Richard Brock spielt. Die Koproduktion  des ORF und des ZDF unter der Regie von Andreas Prochaska war ursprünglich als einzelner Kriminalfilm angelegt. Aufgrund des Erfolges bei Publikum und Kritik wurde die Ausweitung auf eine Kriminalfilmreihe beschlossen. Die Drehbücher stammen von Martin Ambrosch.

## Richard Brock
Richard Brock ist ein Psychologe und Universitätsprofessor, der nach dem von ihm aufgrund eines Behandlungsfehlers mitverschuldeten Suizid seiner Ehefrau nicht mehr medizinisch arbeiten darf. Neben seiner Arbeit als Dozent wird Brock von der Wiener Polizei immer wieder als Verhörspezialist zu Ermittlungen in besonders diffizilen Fällen in Wien und Umgebung hinzugezogen. Er zeichnet sich dadurch aus, dass er sehr gut nachvollziehen kann, warum Menschen so oder so handeln, was sich auch in seinen Verhören von Zeugen und Tätern niederschlägt.
Privat ist Brock, der allein lebt, eher verschlossen und abweisend. Daraus ergeben sich auch regelmäßig Konflikte mit anderen, zumal Brock es bevorzugt, allein zu arbeiten. Einzig mit seiner Tochter Petra, einer Polizistin, ist er in ständigem Kontakt. Oft ist Brock auch persönlich und über seine Arbeit als Psychologe hinaus in die abzuwickelnden Fälle involviert. Sein Stammlokal war bis zu dessen Schließung das „Kaffee Urania“ im 3. Wiener Bezirk Landstraße, das als Nachtkaffeehaus geführt real bis Februar 2016 existierte, „Brocks eigentliches Zuhause“ (FAZ).
Die Filme zeichnen sich durch eine düstere Grundstimmung aus, die durch das zurückhaltende, verschlossene und abweisende Spiel Heino Ferchs getragen wird. Musik und Dramaturgie der Filme sind minimalistisch und konzentrieren sich auf die Darstellung der Abgründe der menschlichen Seele in der modernen Welt.
Im Laufe der Zeit wird Brock klar, dass er und auch seine Tochter, die bei der Polizei arbeitet, mitten in eine polizeiinterne Korruptionsaffäre geraten ist. Das kostet ihn fast das Leben, als ein Polizist ihn absichtlich in den Rücken schießt. Da sich auch der leitende Kommissar Mesek offensichtlich nicht polizeikonform verhält und einen Mann eiskalt erschießt, der diese Korruption aufdecken wollte, scheint auch Mesek mit in den Skandal verwickelt zu sein. Zwischen ihm und Brock entwickelt sich ein kaltes Misstrauen gegeneinander.

## Episodenliste
| Folge | Titel         | Erstaus- strahlung (A) | Datum         | Erstaus- strahlung (D) | Datum         | Zuschauer (D)                 |
| ----- | ------------- | ---------------------- | ------------- | ---------------------- | ------------- | ----------------------------- |
| 1     | Das Verhör    | ORF 2                  | 5. Jän. 2011  | ZDF                    | 10. Jan. 2012 | 5,40 Mio.                     |
| 2     | Racheengel    | ORF 2                  | 27. Okt. 2012 | arte                   | 30. Nov. 2012 | 4,94 Mio. (ZDF 15. Jan. 2013) |
| 3     | Zauberberg    | ORF 2                  | 4. Dez. 2013  | ZDF                    | 13. Jan. 2014 | 6,20 Mio.                     |
| 4     | Schande       | ORF 2                  | 15. Nov. 2014 | ZDF                    | 19. Jan. 2015 | 5,64 Mio.                     |
| 5     | Liebe         | ORF 2                  | 17. Feb. 2016 | ZDF                    | 29. Feb. 2016 | 5,07 Mio.                     |
| 6     | Begierde      | ORF eins               | 4. März 2017  | ZDF                    | 6. März 2017  | 5,18 Mio.                     |
| 7     | Wut           | ORF 2                  | 7. Apr. 2019  | ZDF                    | 29. Jan 2018  | 5,42 Mio.                     |
| 8     | Sehnsucht     | ORF 2                  | 25. Aug. 2019 | ZDF                    | 2. Sep. 2019  | 4,46 Mio.                     |
| 9     | Schuld        | ORF 2                  | 31. Jän. 2021 | ZDF                    | 12. Apr. 2021 | 5,69 Mio.                     |
| 10    | Morpheus (AT) |                        |               |                        |               |                               |

## Besetzung
| Schauspieler/in    | Rollenname              | Rollenzusatz / Bemerkung                                | Folgen     |
| ------------------ | ----------------------- | ------------------------------------------------------- | ---------- |
| Heino Ferch        | Richard Brock           | Polizeipsychologe der Wiener Polizei                    | 1–         |
| Sabrina Reiter     | Petra Brock             | Polizistin und Tochter Brocks                           | 1, 2, 4–   |
| Gerhard Liebmann   | Klaus Tauber            | Wirt des Café Urania, nach dessen Schließung Taxifahrer | 1–         |
| Gerda Drabek       | Frau Anni               | Brocks Haushaltshilfe                                   | 1–         |
| Karl Fischer       | Ludwig Pfeiler          |                                                         | 1, 2       |
| Maria Köstlinger   | Anne Wels / Paula Moser | - / Brocks Geliebte                                     | 1, 4, 5    |
| Erwin Steinhauer   | Dr. Stefan Merz         | Sektionschef                                            | 1, 7       |
| Helmuth Häusler    | Erich Hofer             | Spezialist                                              | 1, 7       |
| Carmen Gratl       | n.n.                    | Ärztin                                                  | 1, 7       |
| Roland Silbernagl  | Leo Jauk                |                                                         | 2, 4, 5, 7 |
| Juergen Maurer     | Gerhard Mesek           | Dienststellenleiter                                     | 2, 5, 7-   |
| Nikolai Selikovsky | n.n.                    | Feuerwehrmann, Polizist                                 | 4, 5       |
| Frieda Mühl        | Frau Tauber             | Mutter von Tauber                                       | 4, 6, 7    |
| Julia Jelinek      | n.n.                    | Ärztin                                                  | 5, 8       |
| Matthias Hack      | Fritz Stadler           | Polizist                                                | 6, 7       |
| Katrin Bauerfeind  | Brigitte Klein          | Brocks Partnerin                                        | 8, 9       |

## Hintergrund
Die Koproduktionen der Aichholzer Filmproduktion GmbH, des ORF und des ZDF werden vom Fernsehfonds Austria und der Fernsehfilmförderung des Filmfonds Wien gefördert. Für den auch am Semmering in Niederösterreich spielenden Spuren-des-Bösen-Film Zauberberg erhielt die Produktion zusätzliche Gelder vom Land Niederösterreich sowie der Cinestyria Filmcommission and Fonds.
Am 24. Februar 2016 haben in Wien die Dreharbeiten zum Film Spuren des Bösen – Begierde begonnen.
Heino Ferch zu seiner österreichischen Serienrolle am Ende der Dreharbeiten zum dritten Spuren-des-Bösen-Film Zauberberg:

„Ich habe in Österreich studiert, war vor 25 Jahren im Mozarteum in Salzburg und ich habe schon da meinen Kulturschock von Norddeutschland ins lauschige Salzkammergut hinter mich gebracht. Seitdem bin ich sehr austrophil – und wahnsinnig gerne hier.“

Der Arbeitstitel der Reihe war Spuren des Bösen: Sandag. Nachträglich wird als Serienfilmtitel auch Spuren des Bösen – Das Verhör genannt.

## Rezeption
„Und dann eben Heino Ferch, aufs Neue mit Dreitagebart und dem ewig halblangen, ewig gräulichen Übergangsmantel: Sein Richard Brock ist bereits der Aktualklassiker der Seelenkunde, lakonisch und knapp in den Fragen, die er stellt, brillant in den Kürzestanalysen und Kommentaren, mit denen er Kollegen wie Klienten aus Gefühls- und Denkblockaden lockt – dabei von immenser, stets unterkühlter, also authentischer Empathie. Obwohl ein „Piefke“, ist Richard Brock Sigmund Freuds höchst gegenwärtiger Statthalter in Wien, der Welthauptstadt aller Psychoanalyse.
Dass er dies sein kann, liegt nicht zuletzt an Martin Ambrosch, dessen Drehbuchsätze fachlich fundiertes Psychologen-Vokabular mit kolloquialer Normalität, also auch mit Wiener Schmäh, aufs beste vereinen. Seine Erfindungen sind überdies Brocks geniale Haushälterin Anni (Gerda Drabek), die aus Nestroys Volkstheater-Universum stammen könnte, und der unerschütterliche Wirt des „Kaffee Urania“ (Gerhard Liebmann), Brocks eigentliches Zuhause im dritten Wiener Bezirk.“

## Auszeichnungen
- 2014: Deutscher Fernsehkrimipreis[22]
- 2017: Filmpreis Roland im Rahmen des Krimifestivals Tatort Eifel[23]